# Skláře (Vimperk)
Skláře jsou malá vesnice, část města Vimperk v okrese Prachatice v Jihočeském kraji. Nachází se asi 1,5 kilometru jižně od Vimperka. Skláře leží v katastrálním území Skláře u Vimperka o rozloze 4,8 km².

## Historie

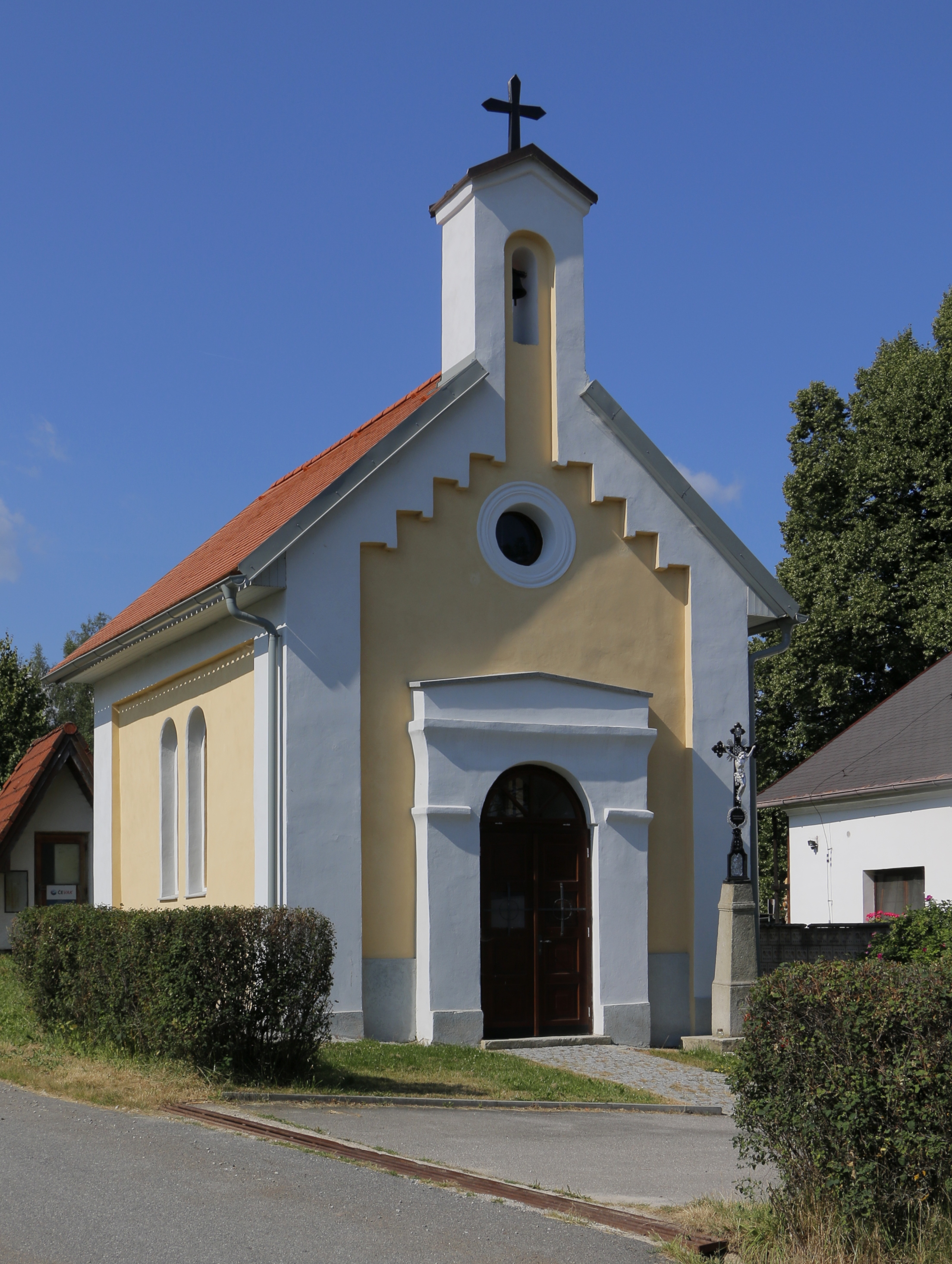
Kaple u návsi

První písemná zmínka o vesnici pochází z roku 1359.

## Obyvatelstvo
| Rok            | 1869 | 1880 | 1890 | 1900 | 1910 | 1921 | 1930 | 1950 | 1961 | 1970 | 1980 | 1991 | 2001 | 2011 | 2021 |
| -------------- | ---- | ---- | ---- | ---- | ---- | ---- | ---- | ---- | ---- | ---- | ---- | ---- | ---- | ---- | ---- |
| Počet obyvatel | 199  | 157  | 178  | 179  | 194  | 157  | 170  | 34   | 24   | 17   | 7    | 6    | 8    | 23   | 23   |
| Počet domů     | 17   | 18   | 19   | 19   | 20   | 20   | 22   | 16   | 16   | 4    | 3    | 4    | 9    | 11   | 12   |

## Obecní správa
Při sčítání lidu v letech 1850–1960 Skláře byly osadou obce Pravětín, se kterým patřily nejprve do okresu Prachatice, ale v roce 1950 v okrese Vimperk. V letech 1961–1971 byly částí obce Klášterec v okrese Prachatice. Od 26. listopadu 1971 jsou částí města Vimperk v okrese Prachatice, kdy se konaly městské volby.